# Melanagromyza floris
Melanagromyza floris är en tvåvingeart som beskrevs av Spencer 1963. Melanagromyza floris ingår i släktet Melanagromyza och familjen minerarflugor. Inga underarter finns listade i Catalogue of Life.